# Verdens 25 bedste film
Verdens 25 bedste film er en bog fra 1999 af filmanmelderen Bo Green Jensen, hvori han subjektivt udvælger og beskriver 25 hovedværker fra filmhistorien. Bogen er en del af Rosinante 25-serien, hvor Green Jensen også står bag De 25 bedste film fra 90'erne og De 25 bedste danske film.

## Indhold
I værket dækkes 25 film og deres instruktør, samt stumfilmene En nations fødsel og Panserkrydseren Potemkin.
| Film                   | Instruktør                  | År   |
| ---------------------- | --------------------------- | ---- |
| Han, hun og leoparden  | Howard Hawks                | 1938 |
| Borte med blæsten      | Victor Fleming              | 1939 |
| Den store mand         | Orson Welles                | 1941 |
| Paradisets børn        | Marcel Carné                | 1945 |
| Det er herligt at leve | Frank Capra                 | 1946 |
| Cykeltyven             | Vittorio de Sica            | 1948 |
| Sunset Boulevard       | Billy Wilder                | 1950 |
| Dæmonernes port        | Akira Kurosawa              | 1950 |
| 8½                     | Federico Fellini            | 1962 |
| Syng i sol og regn     | Stanley Donen og Gene Kelly | 1952 |
| Ved vejs ende          | Ingmar Bergman              | 1957 |
| Jules og Jim           | François Truffaut           | 1961 |
| Pigen med paraplyerne  | Jacques Demy                | 1964 |
| Fagre voksne verden    | Mike Nichols                | 1967 |
| En god dag at dø       | Arthur Penn                 | 1970 |
| A Clockwork Orange     | Stanley Kubrick             | 1971 |
| Cabaret                | Bob Fosse                   | 1972 |
| Ånden i bistadet       | Victor Erice                | 1973 |
| O Lucky Man!           | Lindsay Anderson            | 1973 |
| Rødt chok              | Nicolas Roeg                | 1973 |
| Udflugten              | Peter Weir                  | 1975 |
| Taxi Driver            | Martin Scorsese             | 1976 |
| Dommedag nu            | Francis Ford Coppola        | 1979 |
| Brazil                 | Terry Gilliam               | 1985 |
| Vi ses igen            | Louis Malle                 | 1987 |